# 奧克米爾斯 (堪薩斯州)
奧克米爾斯（英語：Oak Mills）為位在美国堪薩斯州艾奇遜縣的非建制地區。

## 歷史
奧克米爾斯鄰近密蘇里太平洋鐵路。
1862年於普拉姆格羅夫（Plum Grove，現不存在）設立了郵政局，但在1868年時搬遷至奧克米爾斯，後來持續營運直到1945年結束